# Râul Vutcani
Râul Vutcani este un curs de apă, afluent al râului Elan. 